# Oswald Menghin
Oswald Franz Ambrosius Menghin, conocido en español como Osvaldo Ambrosio Francisco Menghin, o más comúnmente Osvaldo F. A. Menghín (19 de abril de 1888-29 de noviembre de 1973), fue un arqueólogo, prehistoriador y profesor universitario austriaco que desarrolló una extensa carrera en Europa y Argentina. Estableció una reputación internacional antes de la Segunda Guerra Mundial, mientras era profesor en la Universidad de Viena. Su trabajo sobre raza y cultura fue útil para el movimiento nacionalista alemán de la década de 1930. En el momento del Anschluss se desempeñó como ministro de Educación en el gabinete formado por Arthur Seyß-Inquart. Finalizada la Segunda Guerra Mundial, logró evitar la acusación como criminal de guerra y reanudó su carrera en Argentina después de la guerra, donde formó una escuela teórica de arqueología que influye durante varias décadas en esta disciplina a partir de su influencia de sus discípulos.

## Biografía

### En Europa
Oswald Menghin nació en Meran, Tirol (Austria; después dela Primera Guerra Mundial pasaría a manos italianas con el nombre actual de Merano) el 19 de abril de 1888. Comenzó en 1906 su carrera en la Universidad de Viena, con dieciocho años. A los veintidós años, en 1910 obtuvo el título de doctor con el trabajo Contribución a la Historia Antigua del poblamiento agrario del Tirol alemán (en alemán: Beiträge zur ältesten Siedelungs- und Agrargeschichte Deutschtirols). En 1913 calificó para la toma de posesión como profesor académico a partir de su obra La protohistoria de la humanidad (en alemán: Urgeschichte des Menschen). Se desempeñó como profesor universitario del Instituto Protohistórico de la Universidad de Viena desde 1917 hasta 1945. También se desempeñó como profesor en la Universidad de El Cairo entre los años 1930 hasta 1933. En 1914 comenzó a ser editor de la revista Wiener Prahistorische Zeitschrift, cargo que ocupó por treinta años.
En 1920 nació su hijo Osmund Menghin,  que luego fue también un reputado prehistoriador. También tuvo una hija, nacida en 1923 y llamada Botraud, que lo acompañó a la Argentina en 1948 junto con su marido.
Desde 1918 mostró una orientación política favorable a la unión de Austria con Alemania. Es por ello que entre 1919 a 1926, fue miembro de la Sociedad Nazi Secreta Deutsche Gemeinschaft (Comunidad Alemana), en la que conoció a Arthur Seyß-Inquart.
En 1931 salió publicado el que se considera su trabajo científico más relevante, Historia Universal de la Edad de la Piedra (en alemán: Weltgeschichte der Steinzeit), en el cual proponía una secuencia de la Prehistoria mundial, desde el Paleolítico hasta el Calcolítico. Este modelo se encuadra dentro de la escuela difusionista alemana de comienzos del siglo XX. Menghin dividía al Paleolítico en Protolítico (Paleolítico Inferior y Medio) y Miolítico (Paleolítico Superior), y en cada una de estas fases identificaba tres grandes círculos culturales: representados por las culturas de las hojas, de las hachas y del hueso. Luego, realizaba una división del Neolítico en un Protoneolítico, o etapa de la domesticación y un Mixoneolítico (Neolítico Medio-Calcolítico). Al mismo tiempo, identificaba tres grandes círculos culturales: el de las culturas de las estepas o pastores guerreros, que era la heredera del círculo cultural del hueso; el de las culturas rurales, herederas del círculo de las hachas; y el de la cultura urbana, heredera de la cultura de las hojas. En cierta forma, trazó una correspondencia entre estas tres culturas y las tres razas básicas de la humanidad que identificaba: blanca, amarilla y negra. Este libro lo convirtió en un prehistoriador muy influyente en el ámbito alemán y filogermano.
Entre los años 1930 y 1933 estuvo como Catedrático-Residente en la Universidad de Fuad en El Cairo, y es allí donde habría radicalizado sus posturas raciales antijudías. Allí redactó el libro Espíritu y sangre. Conceptos básicos sobre raza, idioma, cultura y personas (en alemán: Geist und Blut. Grundsätzliches um Rasse, Sprache, Kultur und Volk), un libro claramente racista y antisemita, en especial los capítulos “Sobre la nacionalidad” y “Los principios científicos de la cuestión judía”. En este libro analiza y discute los conceptos básicos de raza, idioma, cultura y nación, y donde aborda el estudio de lo que refirió como problema judío en Europa. Además, en este libro, se destaca la cruzada personal que Menghin mantuvo con las posturas evolucionistas, que consideraba materialistas y ateas y, por lo tanto, contrarias a posturas católicas; algo más grave que la cuestión judía desde su punto de vista. Posteriormente, en su etapa en Argentina, mutaría esta lucha contra los neoevolucionistas norteamericanos de la segunda mitad del siglo XX.

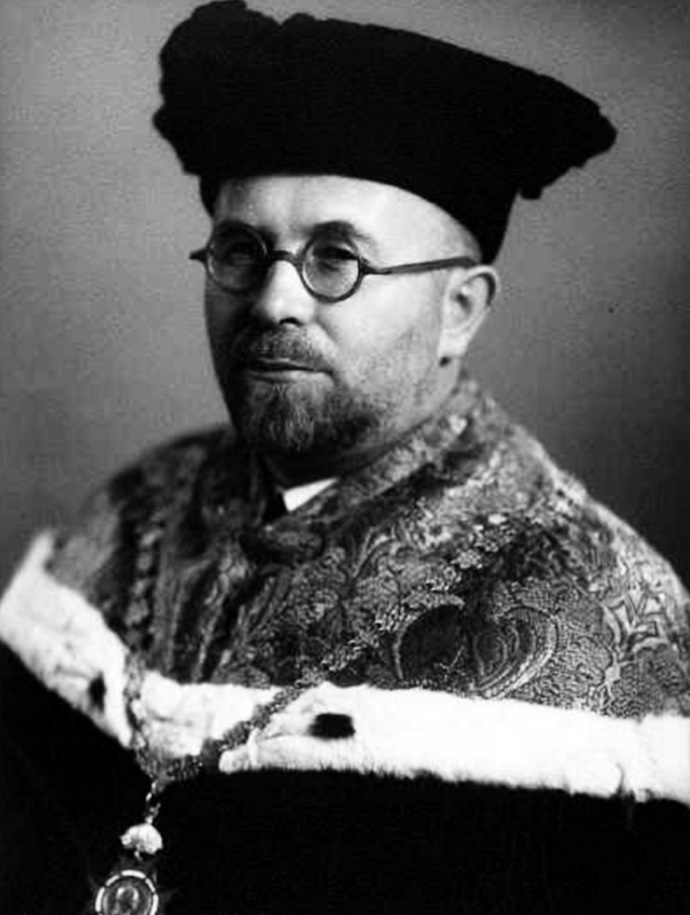
Oswald Menghin, Rector de la Universidad de Viena, curso 1935-1936.

Para el curso académico 1935-1936 fue nombrado Rector de la Universidad de Viena. Después de numerosos intentos fallidos, en 1936 fue elegido miembro regular de la Academia de Ciencias de Austria. Desde julio de 1936 hasta junio de 1937 fue miembro del consejo de gobierno del Frente Nacional de Viena (Vaterländische).
El 11 de marzo de 1938 fue nombrado ministro de Educación en el llamado Gabinete Anschluss de Seyß-Inquart. Durante su mandato como ministro, que duró aproximadamente dos meses hasta finales de mayo, se produjo no sólo el decreto del propio Anschluss, sino también la llamada "limpieza" de la Universidad de Viena. Esto significó que se introdujo una proporción fija del 2% para los estudiantes judíos, y aproximadamente el 40% del cuerpo docente fue despedido por tener “ascendencia judía” o por “razones políticas”. En agosto de 1938, Menghin volvió a la Universidad de Viena. En 1940 se unió al NSDAP (con el número de miembro N° 8.123.303).

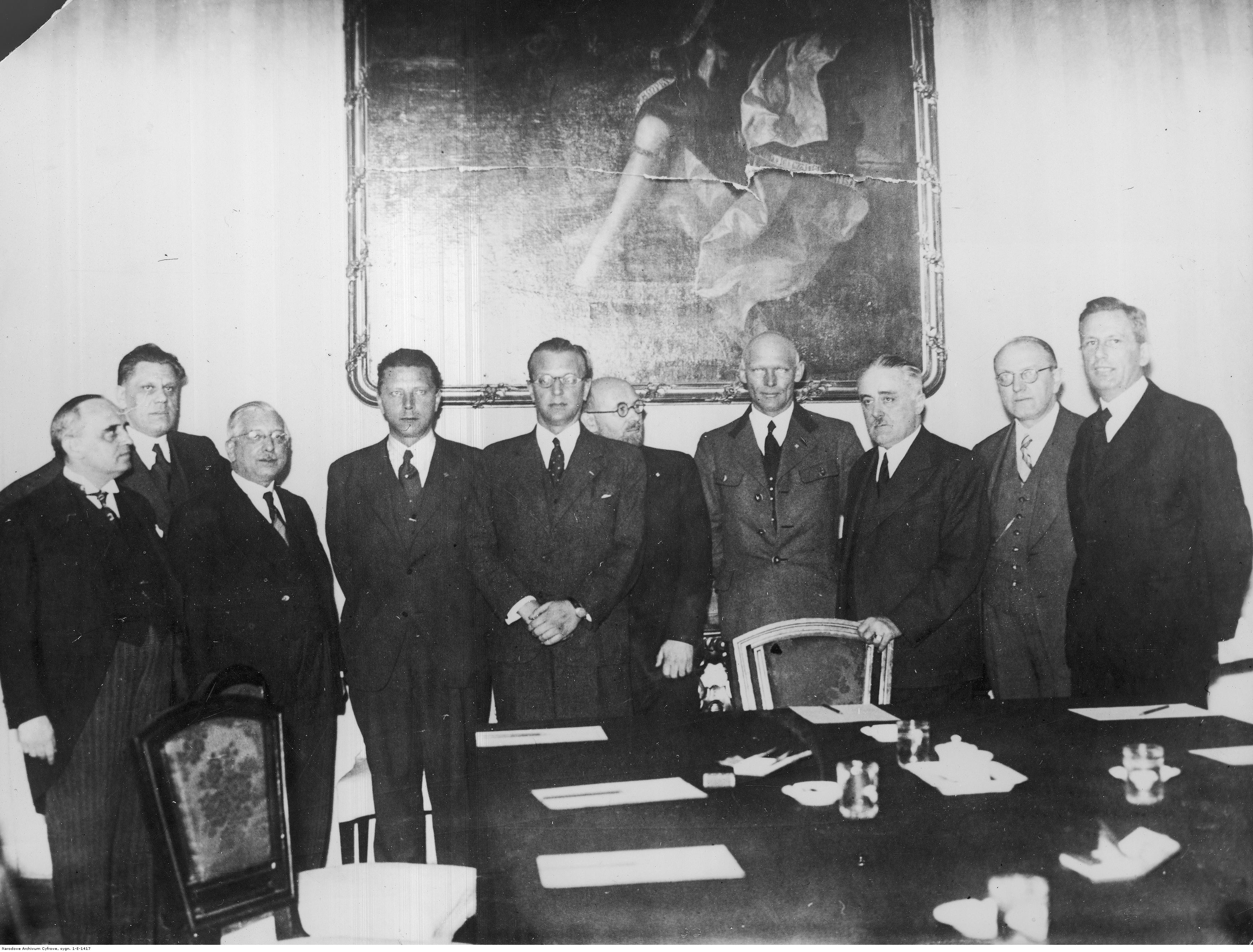
Gobierno Federal Seyss-Inquart (11 de marzo de 1938). En el centro de la imagen se halla Arthur Seyss-Inquart, y detrás, parcialmente tapado, se encuentra Oswald Menghin.

En los círculos católicos fue considerado un traidor a partir de marzo de 1938 y fue despedido (excluido) en una reunión clandestina formal celebrada el 12 de noviembre de su Cartellverband (grupo de la Unión Católica) y la Rudolfina Wien (que, como todas las uniones católicas, había sido prohibida).
Después de la guerra fue incluido, como miembro del régimen de Seyß-Inquart, en la lista principal de criminales de guerra. Permaneció casi dos años (mayo de 1945 a febrero de 1947) en dos campos de prisioneros en Alemania mientras se decidía su situación procesal. Sin embargo, no fue acusado, sino que estuvo recluido en un campo de internamiento hasta febrero de 1947, donde dio un centenar de conferencias. Finalmente, los procedimientos en su contra fueron abandonados en 1956, cuando ya residía y había comenzado una nueva carrera académica en Argentina.

### Últimos años en Argentina
En junio de 1948 logró escapar a Argentina solo, sin su familia que pudo llegar unos meses más tarde. Ese mismo año fue contratado por la Universidad de Buenos Aires (UBA) como profesor extraordinario. Fue la primera vez que esta universidad formalizó un contrato de esa naturaleza. Su llegada al país estuvo influenciada por el investigador italiano José Imbelloni, quien ya estaba alineado con la Escuela Histórico-Cultural y lo había conocido en algunos congresos. Imbelloni había reparado en el prestigio de Menghin, por lo que consideraba que su presencia en el país podía dar un impulso a la arqueología argentina. También habría colaborado en la llegada al país los oficios de su amigo, el arqueólogo español de tendencia filo nazi Julio Martínez Santa-Olalla.
En 1950 fue contratado por Emiliano Mac Donagh, decano de la Facultad de Ciencias Naturales y Museo dela Universidad Nacional de La Plata, a instancias del arqueólogo Alberto Rex González, para realizar excavaciones en Ongamira (Córdoba). Este arqueólogo aparentemente se arrepintió posteriormente de esta invitación por diferencias en la forma de trabajar de Osvaldo Menghin.
   

Al poco tiempo logró constituirse en un referente de gran importancia, dando un fuerte impulso a la corriente teórica histórico-cultural austro-alemana, o de los kulturkreise (círculos culturales), que se denominó de forma común en Argentina como Escuela Histórico-Cultural, o incluso Escuela de Buenos Aires. Si bien inicialmente no se conoció en Argentina el rol que tuvo durante el régimen nazi de Austria (1938-1945), cuando éste fue descubierto por un grupo de estudiantes de Antropología de la Facultad de Filosofía y Letras de la UBA, no afectó el prestigio que ya contaba en el país. De esta forma, hasta su muerte, no se cuestionó su pasado en Europa ni su paso por el nacionalsocialismo. Incluso, Juan Schobinger, uno de sus discípulos expreso que:   
¿Por qué había venido a la Argentina? No me interesaba mayormente, y no interesa hoy día en que las dificultades de su país de origen han quedado superadas y relegadas al olvido; el hecho era que, si Europa había perdido a un investigador de primera categoría, América -mucho más escasa en estas rarae ave- había ganado a uno en un momento en que en la arqueología argentina se preludiaba una crisis de renovación, necesitando por lo tanto doblemente de un ejemplo orientador 
Menghin, durante sus años en Argentina, tuvo un rol importante en la formación de toda una generación de arqueólogos argentinos, entre ellos Marcelo Bórmida, Ciro René Lafon, Amalia Sanguinetti de Bórmida, Juan Schobinger, Antonio Austral, Augusto Cardich, entre otros. Este último, a su vez, introduciría la obra de Menghin en Perú, donde también generaría una importante influencia.

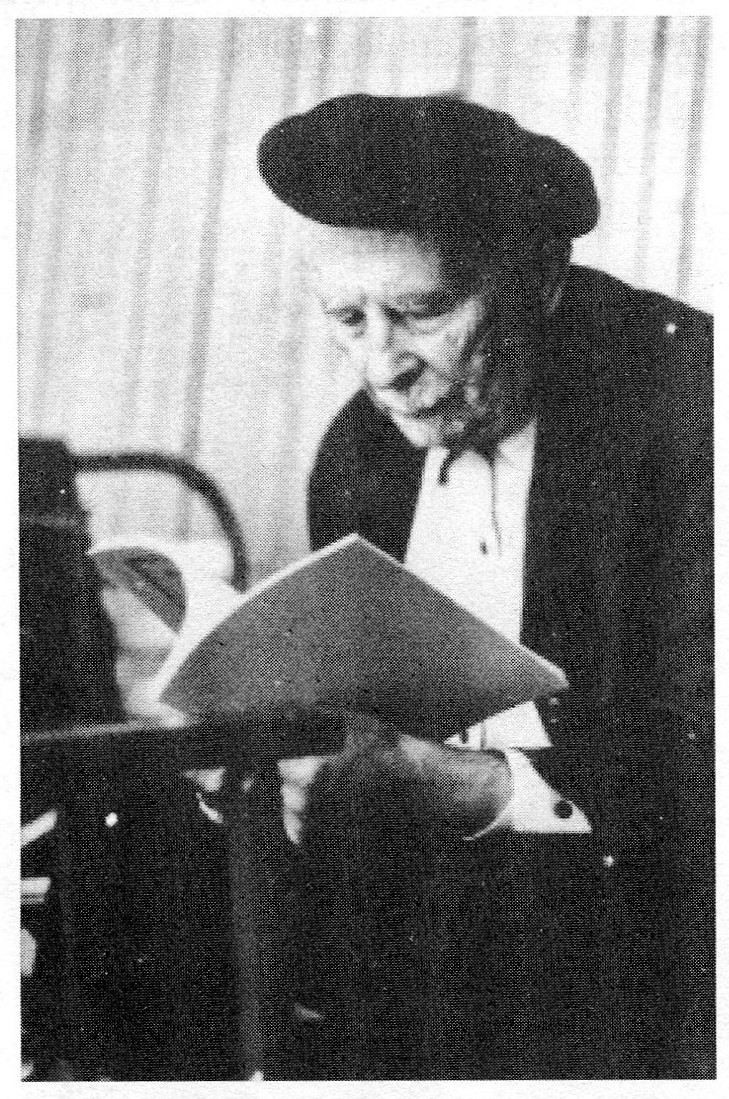
Osvaldo Menghin en 1971, cuando vivía en la ciudad de Chivilcoy.

Otro aspecto que destaca la labor de Menghin en Argentina, es su participación en alrededor de 30 viajes de campaña, las primeras en la provincia de Buenos Aires, y en los años posteriores a muchos otros lugares del país, como Patagonia, Córdoba, Entre Ríos. En estos viajes, siempre se destacó por poner énfasis en el trabajo de campo y en las campañas sistemáticas y prolongadas.
A pesar del apoyo recibido durante el gobierno peronista, continuó con su cargo en la Universidad de Buenos Aires luego del golpe de 1955. En el año 1957 fundó Acta Præhistorica, una revista académica anual, publicada en forma bilingüe español-alemán, editada en la ciudad de Buenos Aires entre 1957 y 1972. Esta revista constituía el órgano de difusión del llamado Centro Argentino de Estudios Prehistóricos, también fundado por Menghin, la cual era una institución creada por residentes alemanes en Argentina durante la década de 1950. Ese mismo año, a la edad de 69 se convirtió en Profesor Titular de Prehistoria en la Universidad Nacional de La Plata, cargo que ocupó hasta su jubilación. También recibió su pensión de Austria como profesor universitario jubilado. En 1958 participó de la creación de la carrera de Antropología en la Universidad de Buenos Aires, a partir de la propuesta realizada por varios alumnos que cursaban la carrera de Historia. En 1959 se convirtió en miembro correspondiente de la Academia de Ciencias de Austria.
Menghin murió a los 85 años, el 29 de noviembre de 1973 en Buenos Aires. Está enterrado en una bóveda de estilo austríaco en el cementerio de la ciudad de Chivilcoy (provincia de Buenos Aires), donde el museo arqueológico local lleva su nombre.

## Legado
Su influencia sobre la arqueología argentina, y en parte de otros países del América del Sur fue muy importante y duradera. Sobre todo a partir de haber contribuido a la formación de más de una generación de profesionales de la arqueología. También dejó una fuerte impronta al haber impuesto muchos conceptos y terminologías que serían empleadas durante décadas, como las grupos culturales Patagoniense o Casapedrense. Sin embargo, ya en la década de 1970, y con más énfasis en los años 1980, surgirían críticas a las formas de trabajo de campo e interpretativas. Incluso se ha planteado que la denominada Escuela de Buenos Aires provocó que otras corrientes arqueológicas más novedosas tardaran más en instalarse en la Argentina.
En la ciudad de Chivilcoy, lugar donde vivió sus últimos años junto con su hija, se encontraba el Museo Arqueológico Municipal “Dr. Osvaldo Ambrosio Francisco Menghin” en honor al prehistoriador austríaco. El origen de éste se remonta al 29 de mayo de 1972, cuando se crea la Sección Arqueológica del Museo Histórico Municipal ante el impulso de María Amanda Caggiano. A esta Sección se la denominó con el nombre de Osvaldo Menghin, a la cual este investigador donó piezas arqueológicas de su colección particular pertenecientes a sus colecciones particulares. Años más tarde, en 1983, esta Sección adquiriría el rango de Museo Arqueológico Municipal “Dr. Osvaldo Ambrosio Francisco Menghin”. Sin embargo, en 2006, por ordenanza del Honorable Concejo Deliberante local, se procedió a suprimir el nombre del "Osvaldo A. F. Menghin" del Museo Arqueológico Municipal.
En el norte de la ciudad de Mar del Plata hay una calle que lleva su nombre. Sin embargo, en el año 2019 un particular solicitó al Consejo Deliberante local que se cambie el nombre de la calle por los antecedentes nazis de Osvaldo Menghin. Además, sugirió que se le cambie le nombre por el de Daniel Saúl Hopen, un sociólogo de la Universidad de Buenos Aires, quién era de origen judío y había pedido en 1966 que expulsaran a Menghin de la UBA, algo que no ocurrió. Posteriormente, Daniel Saúl Hopen fue desaparecido por el gobierno militar de 1976.